# Under the Red Robe (film 1923)
Under the Red Robe è un film muto del 1923 diretto da Alan Crosland. Il film è l'ultima interpretazione cinematografica per l'attore shakespeariano Robert B. Mantell - che interpreta il cardinale di Richelieu - e per sua moglie Genevieve Hamper (la duchessa de Chevreuse). È l'unico film interpretato dal cantante lirico John Charles Thomas.
Nel 1937, ne venne fatto un remake diretto da Victor Sjöström: il film fu distribuito in Italia con il titolo Il manto rosso.
Clare Boothe Luce è la controfigura di Alma Rubens nelle scene a cavallo.

## Trama

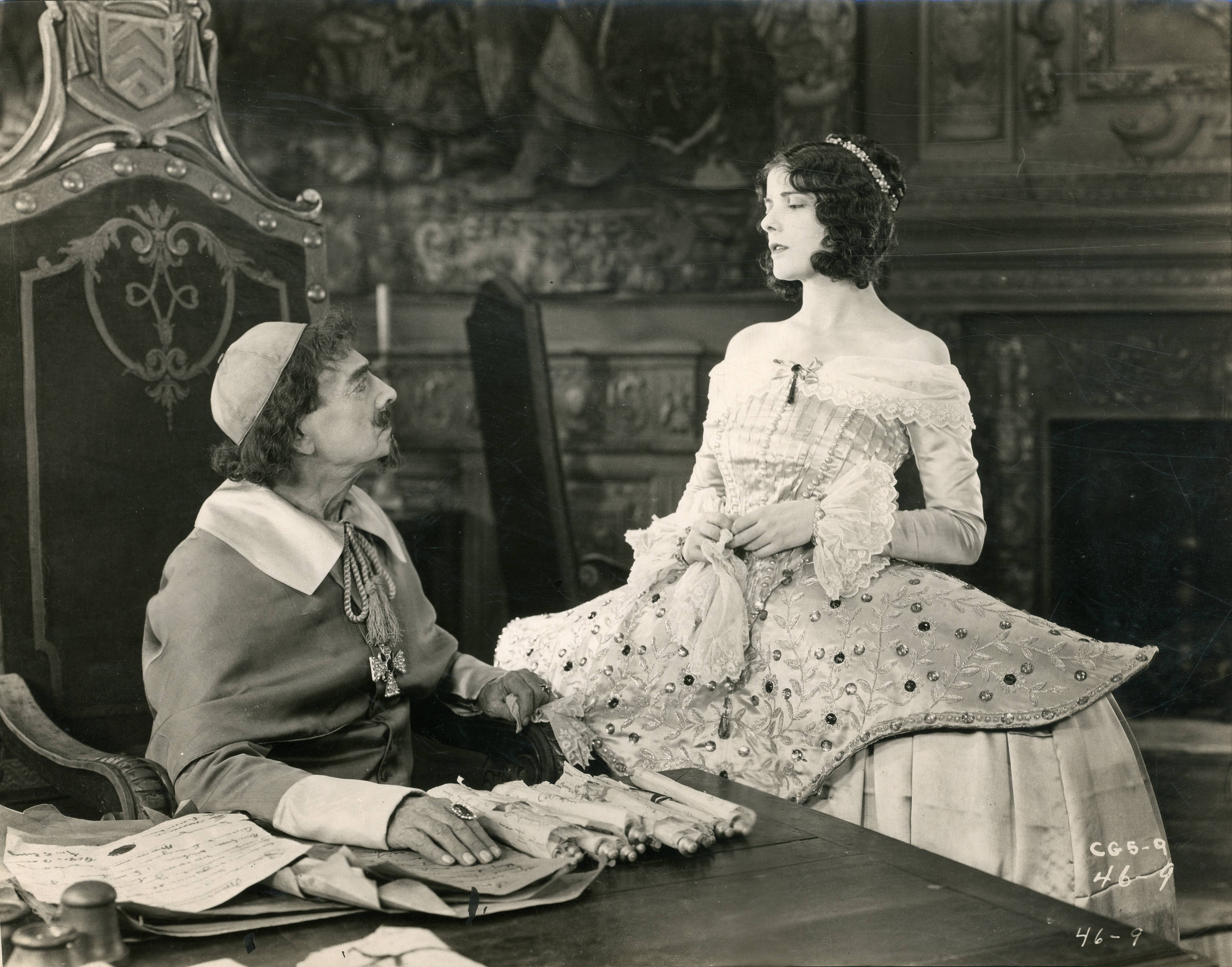
1924

A causa della legge che vieta i duelli, emanata da Richelieu, Primo Ministro di Francia, Gil de Bérault viene arrestato. Rischia la condanna a morte, ma gli viene offerta, in cambio della sua vita, una scappatoia: per essere perdonato, dovrà catturare e portare a palazzo Henri de Cocheforet, supposto capo di una congiura per rovesciare re Luigi XIII. Gil, che all'inizio sembra riuscire nella sua impresa, cade presto però nella rete che gli tende la bellissima sorella di de Cocheforet. Sconfitto dall'astuta e fascinosa Renée, Gil torna indietro a mani vuote. Intanto, Richelieu è rimasto vittima di un complotto ordito dal duca d'Orléans, fratello del re, che è riuscito a convincere Luigi a licenziare il suo primo ministro. Caduto in disgrazia, Richelieu riuscirà a rientrare nelle grazie del sovrano per merito di Gil che smaschererà gli intrighi e le manovre del duca, rivelando il suo tradimento. Gil, dal canto suo, otterrà non solo il perdono ma anche i ringraziamenti del cardinale.

## Produzione
Il film fu prodotto dalla Cosmopolitan Productions di William Randolph Hearst.

## Distribuzione
Fu distribuito dalla Goldwyn-Cosmopolitan Distributing Corporation e uscì nelle sale USA il 12 novembre 1923.

### Date di uscita
IMDb
- USA	12 novembre 1923
- Finlandia	9 febbraio 1925

Alias
- Bajo la púrpura cardenalicia	Spagna